# Én vagyok a világ
Én vagyok a világ (węg. Ja jestem światem) – czwarty album węgierskiego zespołu Republic, wydany w 1992 roku na CD i MC przez EMI-Quint.

## Lista utworów
1. "Válassz egy csillagot" (4:12)
2. "Megsimogatná arcomat" (4:12)
3. "Engedj közelebb" (4:53)
4. "Üss a kalapáccsal!" (3:18)
5. "Tavaszi szél" (3:10)
6. "Nem vagyok rosszabb, csak más vagyok" (4:32)
7. "De jó, hogy élek" (3:09)
8. "Törjön szét" (2:48)
9. "Ez egy nagy titok" (4:12)
10. "A kés hegyén táncol az élet" (5:27)
11. "Kék ibolya" (5:20)
12. "Lassú vonat érkezik" (3:07)
13. "Valahonnan valahová " (1:37)

## Skład zespołu
- László Bódi – wokal
- Csaba Boros – gitara basowa, wokal
- László Attila Nagy – instrumenty perkusyjne
- Tamás Patai – gitary
- László Szilágyi – wokal
- Zoltán Tóth – gitary, wokal